# 勇者王誕生!
「勇者王誕生!」（ゆうしゃおうたんじょう）は、遠藤正明の2枚目のシングル。テレビアニメ『勇者王ガオガイガー』の主題歌であり、遠藤の出世作でもある。作詞は本編の監督でもある米たにヨシトモが、作曲は田中公平が担当した。「勇者王誕生!」は1997年2月21日に発売され、そこから様々な派生バージョンが作られている。
また、最初にリリースされたシングルのカップリング曲だった『いつか星の海で』も、ガオガイガーのエンディングテーマ曲として使用された。

## 概要
監督の米たにが「アニメ本編と一体化した歌が欲しい」と考え、多くの人々の協力を得て完成した。歌詞は当時既に減少していた、「主要ロボットの名前・技名を連呼する」というロボットアニメ主題歌の王道的なスタイルになっている。歌詞中では150回以上も「ガ」が登場しており当初米たにの仮歌詞ではその倍以上の「ガ」の連呼があったものの、田中公平に作曲を依頼したところ「『ガ』の数が多すぎる」ということで、半分位削ったというエピソードがある。歌詞のほとんどは七五調だが、メロディは七五調になっていないため、聴いているだけではそれと気づきにくい。
2019年3月1日には、ソニー・ミュージックエンタテインメントのアニメソング人気投票キャンペーン「平成アニソン大賞」において作曲賞（1989年 - 1999年）に選出された。

## 派生バージョン
曲調や歌詞、歌い手の違う、様々なバージョンが存在する事でも有名である。2005年には、この曲のみを18バージョン集めた『ガ王〜勇者王誕生!10連発!!〜』 が発売されている。テレビアニメやOVA、CDに収録されたもの等も含め、様々な派生バージョンが存在する。

### 主題歌
勇者王誕生!
最初のバージョン。バックに女声コーラスが入っている。
勇者王誕生!-神話ヴァージョン-
OVA『勇者王ガオガイガーFINAL』で流れる最初のバージョンで、2000年1月1日に発売された。「主役ロボが変わったから」という理由で、歌詞の変更、ボーカルの取り直しのほか、曲そのもののアレンジも行っている。2番に登場する「ゴルディオンクラッシャー」は、当初の設定では何度も使用可能な通常運用ツールであったが、作中では最終決戦のラストに使用される最終兵器に変更された。1番をOVA2話から6話まで使用。『FINAL』及び『勇者王ガオガイガーFINAL GRAND GLORIOUS GATHERING』の1話では挿入歌という形で使用された。
勇者王誕生!-究極神話ヴァージョン-
「勇者シリーズの子供番組っぽさを出したい!」という事で、OVA7話のOPの為だけに作られた曲。バックに子供（GGG少女歌激部隊）のコーラスが流れる。2番メロと3サビをOVA7話で使用。なお、OPアニメでは前述の設定変更による8話クライマックスのネタバレを回避するためか、該当する歌詞が省略されその箇所はガオガイガー、ガオファイガー、ジェネシックガオガイガーが握手しているカットが挿入されるという演出がなされている。
勇者王誕生!-集大成神話ヴァージョン-
スリージーズ2005（ガオガイガーに出演する声優達）のコーラスが入ったバージョン。『FINAL-GGG-』のDVD-BOXの特典として、5.1chバージョンが収録されている。『勇者王誕生!』の女性バックコーラスから変更された歌詞に流用できる部分だけ流用されている(例えば「舞い上がれ」の「上がれ」に『勇者王誕生!』の「立ち上がれ」の「上がれ」を流用している)。すでにOVAで「ネタバレ」したため歌詞はそのまま使用されている。1番を1話から9話まで、2番を10話と11話に使用。
勇者王誕生!-御伽噺ヴァージョン-
『覇界王～ガオガイガー対ベターマン～ the COMIC』第1巻特装版同梱ドラマCDにショートバージョンが収録。フルバージョンとカラオケは『ベターマン』Blu-ray BOX特典CDに収録されている。再度歌詞の変更が行われたほか歴代の『勇者王誕生!』からバックコーラスが可能な限り流用されている。また歌詞の一部に『ベターマン』エンディングテーマの『鎮 -requiem-』の内容が盛り込まれており、逆に『鎮-requiem-juvenile-伽』には『勇者王誕生!』の歌詞が盛り込まれている。

### その他のバージョン
勇者王誕生!-オーケストラヴァージョン-
2000年11月1日に『田中公平作家生活20周年記念 炎のオーケストラコンサート』で演奏されたバージョン。演奏は東京フィルハーモニー交響楽団。田中公平は今までに作曲した5500曲中、一番に『勇者王誕生!』を選んだ。
勇者王誕生!〜ピアノソロ・ヴァージョン〜
TVシリーズの挿入曲として作成されたもの。OVA8話では2分45秒の曲でありながら、ノーカットでOP曲に使用された。演奏はピアニスト、作･編曲家の島健。
勇者王誕生!-PREVIEW-
次回予告映像で使用されたバージョン。元々はガオガイガーの戦闘シーンに使用する曲として作曲された。本編でも数回使用されている。
勇者王誕生!-PREVIEW-（未使用版）
オリジナルサウンドトラックに収録された、本来次回予告で使用されるはずだったバージョン。本編での使用は無かったが、『FINAL-GGG-』の1話から11話までの番組スポンサー提供でのBGMに使われた（12話では『集大成神話ヴァージョン』のオリジナルカラオケが使われている）。
勇者王誕生! 歌唱指導付カラオケ
本編のナレーターである小林清志の歌唱指導の入ったバージョン。
勇者王誕生!-完璧絶叫ヴァージョン-
『勇者王誕生!』と『究極神話ヴァージョン』を繋げ、武器や必殺技のセリフを入れた曲。メイン、コーラス、セリフの3パートに別かれているため、完全に歌うには最低三人以上必要。　　　　
勇者王誕生!-extra-
『FINAL』のオリジナルサウンドトラック1に収録された、謎の吟遊詩人※-mai-が歌うバージョン。
勇者王誕生!-ultimate extra-
『ガ王 ～勇者王誕生! 10連発!!～』に収録されたバージョン。横浜港に上陸した※-mai-と、その波動を感じ取った謎の王道アニソン鉄人⊕-den-が歌うバージョン。歌詞は-extra-と同じ。
勇者王誕生!-デモテープ-
田中公平が自ら歌うサンプル曲。「ディバイディングドライバー」の代わりに「プロテクトシェード」の名前が出てくる等、歌詞に若干違いがある。

## カバーバージョン
バージョン違いではなくカバー曲としても、遠藤本人によるセルフカバーを含めて多くのアーティストに歌われている。
石田燿子 - 『ウルトラ アニメ ユーロビートシリーズ パラパラMAX2～THE POWER OF NEW ANIMATION SONGS～』に収録。パラパラバージョンとなっている。ちなみにこのCDの収録曲の中では、唯一のフルサイズで収録されている。
石原慎一 - 『ウルトラ アニメ ユーロビートシリーズ メカMAX』、『ウルトラアニメユーロビートシリーズ ベストMAX ～THE POWER OF NEW ANIMATION SONGS～』に収録。他のカバーと異なり、歌詞は神話ヴァージョンのものとなっている。ユーロビート調にアレンジされている。
遠藤正明 - 『Present of the Voice』に収録。遠藤本人がクリスマス時期に行うコンサート『Christmas acoustic night』でも演奏されるジャズアレンジによるセルフカバー。
遠藤正明 x 咲人 - 『V-ANIME collaboration -homme-』に収録。ビジュアル系を意識したアレンジとなっている。
影山ヒロノブ & 遠藤正明 - 『アコギな二人旅だぜ!! LIVE ALBUM ～第一章 旅立ち～』に収録。影山、遠藤によるアコギの弾き語りでのライブ録音。
kinoto feat. TAKANORI - 『EXIT TRANCE PRESENTS R25 SPEEDアニメトランスBEST 5』、『EXIT TRANCE PRESENTS SPEED アニメトランス ビター』に収録。トランスバージョン。
Morishige Juichi - 『勇者シリーズ20周年記念企画 HARVEST』に収録。ZIGGYのボーカル森重樹一によるアコギカバー。